# Веле Саторов
Веле Георгиев Саторов или Саторот е български революционер, деец на Вътрешната македоно-одринска революционна организация.

## Биография
Веле Саторов е роден през 1878 година в демирхисарското село Сопотница, тогава в Османската империя. Остава сирак и необразован. През 1893 година започва работа като чирак в хлебарница в Битоля. През 1901 година е привлечен във ВМОРО като куриер на поща и оръжие между Битоля и околните села. Влиза в терористичната група на Силян Сагрия от Брезово и Дамче от Вирово. През март 1903 година Веле Сатаров и Христо от Будаково убиват попа и ковача от Рапеш заради издадени тайни на организацията. По време на Илинденското въстание е в Битоля, а през 1904 година се завръща в Сопотница, където се жени. През 1905 година отнема пушката от турски стражар и бяга в четата на Алексо Стефанов, но през май 1905 година е ранен в ръката и е изпратен на лечение в България. Същата година е в четата на Ташко Арсов и убива предателя Йоанчета берберина край Чифте фурни. Остава в четата до февруари 1907 година, когато повторно се прибира в България и заедно с Ангел Секулов работи като каруцар.
Завръща се в родното си място и през 1914 година по време на Първата световна война новите сръбски власти го мобилизират в армията. Пленен е от австрийски части при Ипек и 9 месеца по-късно е предаден на българската армия, където е зачислен в 4-ти взвод, на 4-та рота, на 3-та дружина, на 10-и опълченски полк. След края на войната през 1918 година се завръща в родното си село. Доживява освобождението на Вардарска Македония през 1941 година.
Умира през 1946 година в родното си село.